# Waltraut Hladny
Waltraut Hladny (* 15. August 1950 in Hafning bei Trofaiach) ist eine österreichische Politikerin (SPÖ).

## Leben
Waltraut Hladny absolvierte bis 1965 die Volks- und Hauptschule in Trofaiach und besuchte im Anschluss daran bis 1968 die Fachschule für wirtschaftliche Frauenberufe in Leoben. Nach drei weiteren Jahren, in denen Hladny bis 1971 die Fachschule für gehobene Sozialberufe in Graz besucht hatte, wurde die diplomierte Sozialarbeiterin. Im selben Jahr fand sie Arbeit in ihrem Beruf bei der Stadtverwaltung von Leoben, bei der sie später unter anderem das Sozialamt leitete.
Hladny, die sich für die Interessen der Frauen starkmachte, wurde 1994 zur Ortsfrauenvorsitzenden der SPÖ in Leoben gewählt. Im selben Jahr zog sie als sozialdemokratische Gemeinderätin in das Stadtparlament der Montanstadt ein. Im April 2005 wurde Hladny als Sozialstadträtin von Leoben vereidigt; in dieser Funktion war sie jedoch nur knapp ein halbes Jahr, bis Dezember 2005, tätig.
Im Oktober desselben Jahres zog sie als Mitglied des Bundesrats nach Wien. Hier vertrat sie bis Oktober 2010 die Interessen der Steiermark.
Innerhalb ihrer Partei, der SPÖ, fungierte sie ab 2003 als Mitglied des Landesfrauenvorstandes der SPÖ Steiermark; seit 2005 sitzt sie zudem im Landesparteivorstand der steirischen Sozialdemokraten.